# Chupong Changprung
Chupong Changprung (ชูพงษ์ ช่างปรุง / Dan Chupong), né le 23 mars 1981 dans la province de Kalasin, est un acteur thaïlandais.

## Biographie
Comme Tony Jaa, Dan Chupong est un élève de Panna Rittikrai dans l'équipe de cascadeurs nommée Muay Thai Stunt. Il est un acteur expert en muay-thaï.
Dans les films d'action sans Tony Jaa, Dan Chupong a un rôle d'acteur principal : Born To Fight réalisé par Panna Rittikrai, Le Guerrier de Feu (avec Panna Rittikrai), Pirates de Langkasuka (avec Jarunee Desneiges) réalisé par Nonzee Nimibutr (avec Ananda Everingham) et  Vengeance of An Assassin.
Dans les films d'action avec Tony Jaa, Dan Chupong a un rôle d'acteur secondaire ou de figurant : Ong-bak, Ong-bak 2, Ong-bak 3 ; Tony Jaa est l'acteur principal.
Dans le western dramatique Khun Pun, Ananda Everingham et Krissada Terrence (Kritsada Sukosol Clapp) sont les acteurs principaux et Dan Chupong est un des trois acteurs secondaires.
Dans la comédie pour enfant Somtum, Dan Chupong a aussi un rôle secondaire.
Dans une interview au Far East Film Festival d'Udine, Panna Rittikrai, après avoir parlé de ses films et de son brillant élève Tony Jaa, déclare à propos de ses deux autres célèbres élèves : "Dan (Chupong) peut tout faire mais il manque de charisme. Nous devons lui faire faire quelque chose de complètement différent. Nous travaillons pour cela. En ce qui concerne Jija (Yanin), elle pourrait être aussi bonne que Tony Jaa. Elle est maintenant peut-être à 40% de ses capacités..."
On utilise fréquemment des photographies des films où joue Dan Chupong pour illustrer le cinéma thaïlandais, en particulier le cinéma d'action (par exemple la photographie où il chevauche une roquette artisanale dans le film Le Guerrier de feu publiée dans l'article « Thaïlande » du Dictionnaire du cinéma asiatique écrit par Hubert Niogret de la revue de cinéma Positif et dans l'article "Fights With a Bang" du New York Times du 6 juillet 2007).

## Filmographie
- 2003 : Ong-bak
- 2005 : Born to Fight (เกิดมาลุย (Kerd Ma Lui)[11],[12],[13]
- 2006 : Le Guerrier de feu (ฅนไฟบิน (Khon Fai Bin) /Dynamite Warrior[14],[15],[16])[17]
- 2008 : Somtum (ส้มตำ)[18]
- 2008 : Pirates de Langkasuka[19],[20]
- 2008 : Ong-bak 2 : La Naissance du dragon
- 2010 : Ong-bak 3 : L'Ultime Combat[21]
- 2014 : Vengeance of An Assassin[22]
- 2016 : Khun Pun (ขุนพันธ์)
- 2017 : โอเวอร์ไซส์..ทลายพุง
- 2018 : กลางแปลง
- 2018 : ตุ๊ดตู่กู้ชาติ
- 2020 : จั๊งได๋แหละ